# Heinrich Severloh
Heinrich „Hein“ Severloh (* 23. Juni 1923 in Metzingen (heute Gemeinde Eldingen); † 14. Januar 2006 in Lachendorf) war ein Soldat der Deutschen Wehrmacht im Zweiten Weltkrieg. Er wurde bekannt, nachdem er dem Publizisten Paul Carell gegenüber angegeben hatte, dass er als Maschinengewehrschütze während der Landung der Alliierten in der Normandie am 6. Juni 1944 eine große Zahl US-amerikanischer Soldaten getötet und verwundet habe.

## Leben

### Dienst in der Wehrmacht
Heinrich Severloh war  der Sohn eines Bauern aus der Lüneburger Heide. Er wurde am 23. Juli 1942 zur Wehrmacht eingezogen und der Leichten Artillerie-Ersatzabteilung 19 in Hannover-Bothfeld zugeteilt. Am 9. August 1942 wurde er nach Frankreich verlegt und kam zur 3. Batterie des Artillerie-Regiments 321 der 321. Infanterie-Division, wo er unter anderem als Meldereiter ausgebildet wurde. Im Dezember 1942 wurde er an die Ostfront verlegt, wo er beim rückwärtigen Teil seiner Division als Fahrer eines Pferdeschlittens eingesetzt wurde. Aufgrund kritischer Äußerungen wurde Severloh im März 1943 zum Strafexerzieren verurteilt, wodurch er dauerhafte gesundheitliche Schäden davontrug. Es folgte ein längerer Lazarettaufenthalt, der bis Juni 1943 andauerte. Im Oktober 1943 wurde Severloh zu einem Unteroffizierslehrgang nach Braunschweig abkommandiert. Da seine Stammeinheit, die 321. Infanteriedivision, zwecks Neuaufstellung nach Frankreich verlegt worden war, musste er seinen Unteroffizierslehrgang abbrechen und zu seiner Einheit zurückkehren. Im Dezember stieß Severloh wieder zu seiner Einheit, die mittlerweile zur 352. Infanterie-Division umbenannt und in der Normandie stationiert worden war. Am 25. Dezember wurde er der neu aufgestellten 1. Batterie zugeteilt. Sein neuer Vorgesetzter war Oberleutnant Bernhard Frerking, dessen Offiziersbursche Severloh wenig später wurde. Am 14. Februar bezog Severlohs Batterie bei der kleinen Ortschaft Houtteville acht Kilometer nordwestlich von Bayeux Stellung.

### 6. Juni 1944

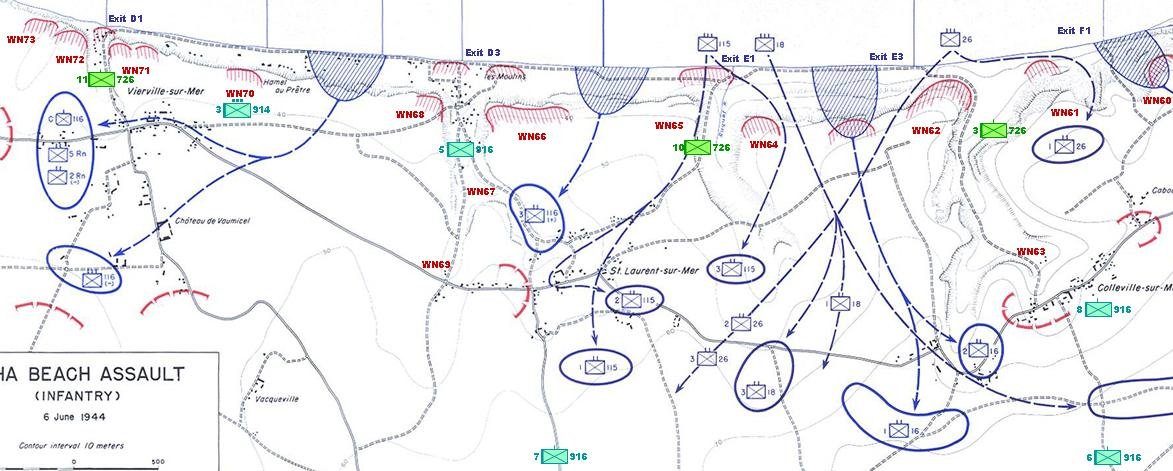
Lage von Widerstandsnest 62 (WN 62)

Severlohs letzter aktiver Einsatzposten war ein einfaches Schützenloch am Strandabschnitt „Omaha Beach“ in der amerikanischen Landungszone „Easy Red“. Seine Vorgesetzten gaben ihm den Befehl, mit allen Mitteln die landenden US-Truppen abzuwehren. Dieses Schützenloch war Teil eines mittelgroßen Stützpunktes mit der Bezeichnung „Widerstandsnest 62“. Der Atlantikwall war keine durchgehende Verteidigungslinie. Die deutschen Besatzer bauten an der Atlantikküste diverse Verteidigungsanlagen bzw. ließen sie von Einheimischen und Zwangsarbeitern bauen. 
Es bestand Funk- und Telefonverbindung, oft auch Sichtkontakt zwischen den einzelnen Stützpunkten. So war es möglich, sich gegenseitig Feuerschutz zu geben.

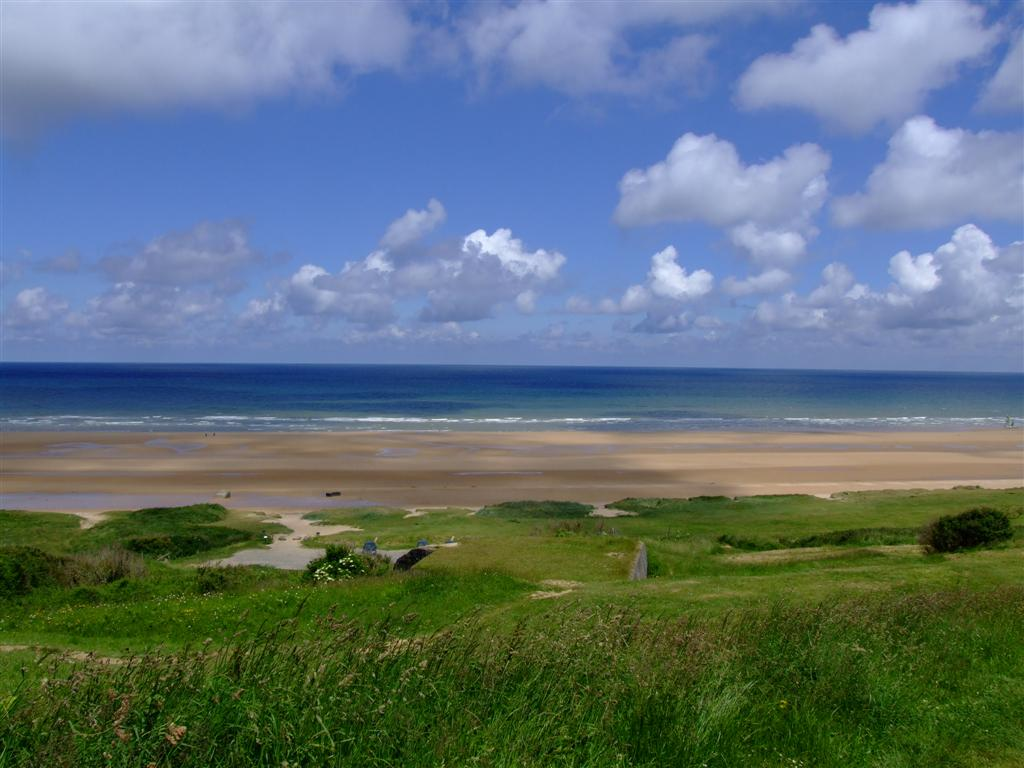
Blick aus der Stellung von Heinrich Severloh auf den Strand von Omaha Beach, aufgenommen im Juni 2008

Während Oberleutnant Frerking aus seinem Betonbunker das Artilleriefeuer seiner Batterie lenkte, übernahm Severloh das MG42. Mit dem Maschinengewehr und zwei Karabinern Kar98 schoss er auf die angreifenden US-Soldaten. Bis etwa 15 Uhr verschoss er etwa 12.000 Schuss mit dem MG und 400 Schuss mit den beiden Karabinern. Die genaue Zahl US-Soldaten, die durch Severlohs Einsatz fielen oder verwundet wurden, ist nicht feststellbar. Severlohs eigene Angaben von etwa 2000 schätzen deutsche und amerikanische Militärexperten jedoch als unmöglich ein. Die Gesamtzahl aller Toten, Verwundeten und Vermissten auf dem 8 km breiten Abschnitt Omaha Beach betrug an diesem Tag rund 2.400.
Die US-Truppen fanden letztlich direkt unterhalb des heutigen amerikanischen Soldatenfriedhofs an der Colleville-sur-Mer eine nur dünn besetzte Lücke zwischen WN 62 und WN 64 und konnten so WN 62 von hinten angreifen und ausschalten.

### Gefangenschaft und Heimkehr
Nach dem Kampf bei Omaha Beach wurde Severloh verwundet. Er zog sich mit einem anderen Soldaten ins nahe gelegene Dorf Colleville-sur-Mer zurück, wo sich das Widerstandsnest 63 befand, das aber lediglich einen unbewaffneten Bunker enthielt, in dem die Gefechtsstände übergeordneter Einheiten untergebracht waren. Mit vier amerikanischen Gefangenen, die er von diesem Unterstand zu einer Sammelstelle bringen sollte, sowie einigen weiteren deutschen Soldaten wurde er am 7. Juni 1944 von amerikanischen Truppen gefangen genommen. Sowohl bei den amerikanischen Gefangenen als auch bei den Soldaten, von denen Severloh gefangen genommen wurde, handelte es sich um Angehörige des 16. Infanterie-Regimentes der 1. US-Infanterie-Division. Viele der Toten am Strand stammten von dieser Einheit, so dass Severloh es vorzog, niemandem von seiner Rolle am Vortag zu erzählen.
Heinrich Severloh wurde noch im Juni 1944 als Kriegsgefangener in die USA verschifft. Erste Station war Boston, danach wurde er immer wieder verlegt und bei der Ernte von Kartoffeln und Baumwolle eingesetzt. Ende März 1946 kehrte er mit dem Schiff im Rahmen eines Kriegsgefangenentransportes nach Europa (Antwerpen) zurück. Im Mai wurde er nach England verschifft, wo er einmal 28 Tage wegen unerlaubten Besitzes von Lebensmitteln im Gefängnis verbringen musste. Auf ein Ersuchen seines Vaters an die englischen Militärbehörden wurde er 1947 freigelassen, da ihn sein Vater für die landwirtschaftlichen Arbeiten im elterlichen Gehöft dringend benötigte. Am 22. Mai 1947 erreichte er sein Elternhaus in Metzingen.

### Nach dem Krieg
Unmittelbar nach dem Krieg versuchte Heinrich Severloh nach eigenen Angaben, das Erlebte zu verdrängen. Nur seiner Frau Lisa vertraute er sich an. Seine Geschichte wurde 1960 bekannt, als er sich an den umstrittenen Publizisten Paul Carell wandte, der sie für sein Buch Sie kommen! Die Invasion der Amerikaner und Briten in der Normandie 1944 nutzte. In den Folgejahren besuchte Severloh immer wieder den Kriegsschauplatz in der Normandie.
Anlässlich des 40. Jahrestages der Landung in der Normandie wurde am 6. Juni 1984 vom US-Sender ABC eine einstündige Reportage über ihn ausgestrahlt. Dafür gab Severloh ihm ein vierstündiges Interview.
Severloh schilderte seine Erlebnisse im 2000 erschienenen Buch WN62, bei dem der Schriftsteller Helmut Konrad von Keusgen als Ghostwriter fungierte.
Severloh starb 2006 in einem Seniorenheim in Lachendorf bei Celle.

## Freundschaft mit David Silva
Einer der Überlebenden der Landung in der Normandie war der damals 19-jährige amerikanische Soldat David Silva, der schwer verwundet wurde. Jahre nach dem Krieg fand Severloh Silvas Namen in dem Buch Der längste Tag von Cornelius Ryan über die Invasion. Später fand Severloh heraus, dass Silva, der während der 1960er Jahre als Militärgeistlicher in Karlsruhe stationiert war, sich in Deutschland aufhielt. Aus den damaligen Feinden wurden sehr enge Freunde, und beim Erinnerungstreffen der alliierten Siegermächte in der Normandie im Jahr 2005 trafen sich Severloh und Silva ein letztes Mal wieder.
Der Artilleriebeobachtungsbunker des Oberleutnants sowie das gesamte Widerstandsnest 62 existieren auch heute noch am Strand unterhalb des Dorfes Colleville in der Normandie und können frei besichtigt werden. Das Schützenloch ist nur noch zu erahnen.
Am 5. Juni 2004 zeigte VOX die zweistündige Spiegel-TV-Dokumentation in Co-Produktion mit CBC/Radio-Canada: Todfeinde von Omaha Beach – die Geschichte einer ungewöhnlichen Freundschaft, des Filmemachers Alexander Czogalla.